# Абук
Абук — в міфології народу динка це перша жінка, створена богом Нгіаліком (Nhialic), праматір і берегиня жінок та садів. Вона утворює вітер (ayum) і росу (alwet). За деякими міфами вона є матір'ю бога дощу Денга (Данка). Символ богині — маленька змійка. У африканській космогонії вона призвела до розділення землі та неба. Абук також відома під іменами Бук і Акол
Абук, так само, як і Гаранк, є поширеними іменами серед динка.